# Fraubrunnen
Fraubrunnen (toponimo tedesco) è un comune svizzero di 4 962 abitanti del Canton Berna, nella regione di Berna-Altipiano svizzero (circondario di Berna-Altipiano svizzero).

## Storia
È stato il capoluogo del baliaggio di Fraubrunnen fino al 1798 e poi del distretto di Fraubrunnen fino alla sua soppressione nel 2009; il 1° gennaio 2014 ha incorporato i comuni soppressi di Büren zum Hof, Etzelkofen, Grafenried, Limpach, Mülchi, Schalunen e Zauggenried. 

## Monumenti e luoghi d'interesse

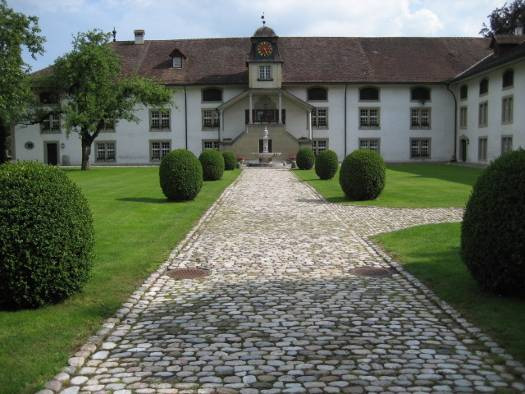
L'abbazia di Fraubrunnen

- Abbazia di Fraubrunnen, fondata nel 1246, ricostruita nel 1280 e nel 1375 e secolarizzata nel 1528[3].

## Società

### Evoluzione demografica
L'evoluzione demografica è riportata nella seguente tabella:
Abitanti censiti

## Geografia antropica

### Frazioni
- Binel[1]
- Bischof[1]
- Büren zum Hof[5]
  - Dorzenmatten
  - Kapf
  - Speichhüsli
- Etzelkofen[6]
- Fraubrunnen[1]
  - Höhe
  - Moos
  - Tafelenfeld
- Grafenried[7]
  - Binel
  - Buchhof
- Limpach[8]
- Mülchi[9]
- Schalunen[10]
- Tubenmoos[1]
- Unterberg[1]
- Zauggenried[11]

## Infrastrutture e trasporti

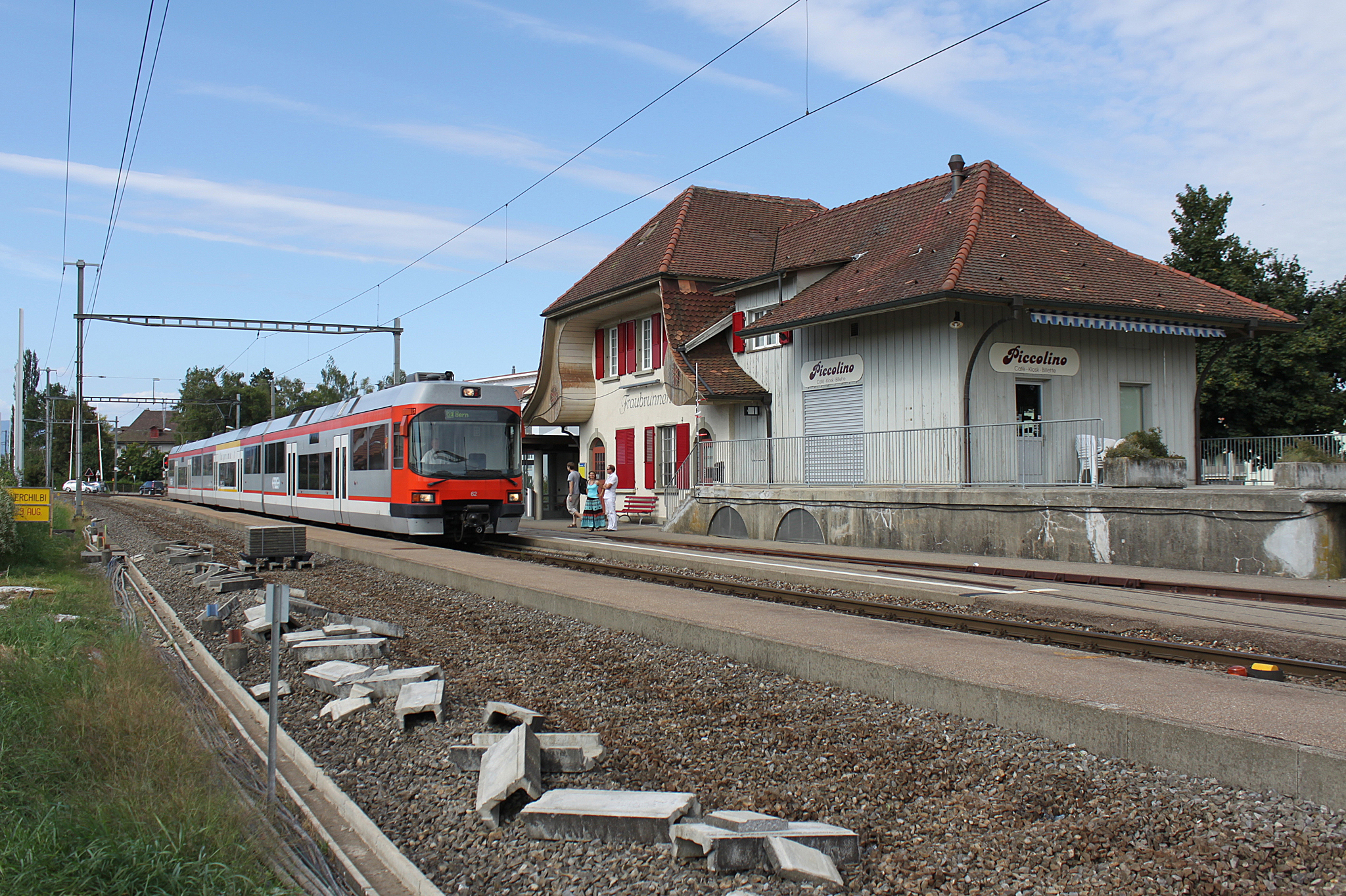
La stazione di Fraubrunnen

Fraubrunnen è servito dall'omonima stazione e da quelle di Büren zum Hof, di Grafenried e di Schalunen sulla ferrovia Soletta-Berna.

## Amministrazione
Ogni famiglia originaria del luogo fa parte del cosiddetto comune patriziale e ha la responsabilità della manutenzione di ogni bene ricadente all'interno dei confini del comune.